# Mike Burns
Pour les articles homonymes, voir Burns.
Michael « Mike » Thomas Burns est un ancien joueur international américain de soccer né le 14 mai 1970 à Marlborough. Il évoluait au poste de défenseur latéral et a participé aux Coupes du monde 1994 et 1998 avec la sélection américaine.

## Biographie

### Parcours en club
À l'âge de 6 ans, Burns commence à jouer au soccer, mais sans jamais s'inscrire en club. Lorsqu'il rentre au secondaire, il joue pour les Marlborough High School et est nommé en 1987 « Joueur de l'année du Massachusetts ». Bien qu'il aime pratiquer le soccer, il n'a pas l'intention de poursuivre sa carrière au niveau professionnel.
Mike continue néanmoins de jouer, entrant dans l'équipe de Hartwick College, de 1988 à 1991. Au fur et à mesure de sa progression, il rencontre de plus en plus d'opportunités de devenir joueur professionnel, mais il continue de jouer pour l'équipe olympique qui s'est préparée pour les Jeux olympiques de 1992.
En 1995, Burns signe au Revolution de la Nouvelle-Angleterre mais en août de cette même année, il est prêté à Viborg FF, dans le championnat danois pour la première partie de la saison 1995-1996. Il retourne en Nouvelle-Angleterre en 1996, et obtient en 1998 une place dans l'équipe type de la MLS. À la fin de cette même saison, il essaie d'obtenir des contacts avec des clubs européens comme le FC Utrecht, Heart of Midlothian et les Bolton Wanderers. Mais aucun n'étant intéressé, il reste dans son club. En juin 2000, Mike est échangé aux Earthquakes de San José et joue les dix-huit dernières rencontres de la saison régulière avec la franchise du nord de la Californie. Il ne souhaite pas poursuivre avec les Earthquakes et rejoint en 2001 les Wizards de Kansas City où il achève sa carrière en 2002, et étant sélectionné dans l'équipe type de la MLS.

### En sélection nationale
Avec les États-Unis, Mike dispute les compétitions suivantes : la Coupe du monde de football des moins de 17 ans 1987, la Coupe du monde de football des moins de 20 ans 1989, les Jeux olympiques d'été de 1992 et les Coupes du monde 1994 et 1998.
Le 10 avril 2005, Burns est nommé directeur du Revolution de la Nouvelle-Angleterre.

## Sources
- (en) Cet article est partiellement ou en totalité issu de l’article de Wikipédia en anglais intitulé « Mike Burns » (voir la liste des auteurs).